# Moutiers-sous-Chantemerle
Moutiers-sous-Chantemerle foi uma comuna francesa na região administrativa da Nova Aquitânia, no departamento de Deux-Sèvres. Estendia-se por uma área de 25,64 km². Em 2010 a comuna tinha 609 habitantes (densidade: 23,8 hab./km²).
Em 1 de janeiro de 2019, passou a formar parte da nova comuna de Moncoutant-sur-Sèvre.